# 木村九兵衛
木村 九兵衛（きむら くへえ、安政元年2月28日（1854年3月26日） -  昭和8年（1933年）7月28日）は、日本の明治初頭から昭和にかけて活動した大地主、両羽農工銀行と荘内貯蓄銀行の創業者、電力会社役員、政治家。山形県田川郡水沢村（現：鶴岡市）出身、東京大学農学部卒。

## 略歴
伊藤知正の4男として田川郡水沢村（後の上郷村）に生まれ、民吉と名付けられる。明治18年（1985年）に矢馳村（のちの大泉村）の豪農である木村九兵衛の婿養子に入る。明治24年（1891年）に家督相続。九兵衛を襲名した。
耕地整理事業に取り組んでいた九兵衛は東大卒業後、耕作地の水不足を解消するためにドイツからドイツ製の15馬力の電動機を輸入し、石川島造船所（IHI）製のポンプと組み合わせた「電力揚水機」を設置した。これが日本最初の「農業電化」といわれ、その技術は日本農業の発展に大きく貢献し、九兵衛は“日本農業電化の生みの親”と呼ばれるようになった。
そしてその後、政界、実業界にも進出し活躍。明治25年（1892年）に大泉村議となり、明治29年（1896年）には西田川郡会議員、明治36年（1903年）には県会議員に就き、同年から明治40年（1907年）まで副議長を務めた。また両羽農工銀行、荘内貯蓄銀行を創設。ほかに、鶴岡水力電気株式会社（のちに東北電力へ統合）の取締役として経営に携わるなど、各方面で尽力した。
日清戦争（明治27年7月～明治28年3月）と日露戦争（明治37年2月～明治38年9月）では多額の軍費を奉納。
戦前戦中、全国定員45名だった貴族院多額納税者議員の選挙権と被選挙権を持っていた一人（議員に選出されたことはない）。
昭和3年（1928年）、紺綬褒章受章。
昭和8年（1933年）7月28日、79歳没。鶴岡市矢馳の宝蔵寺に葬られる。

## 「電力揚水機」の誕生

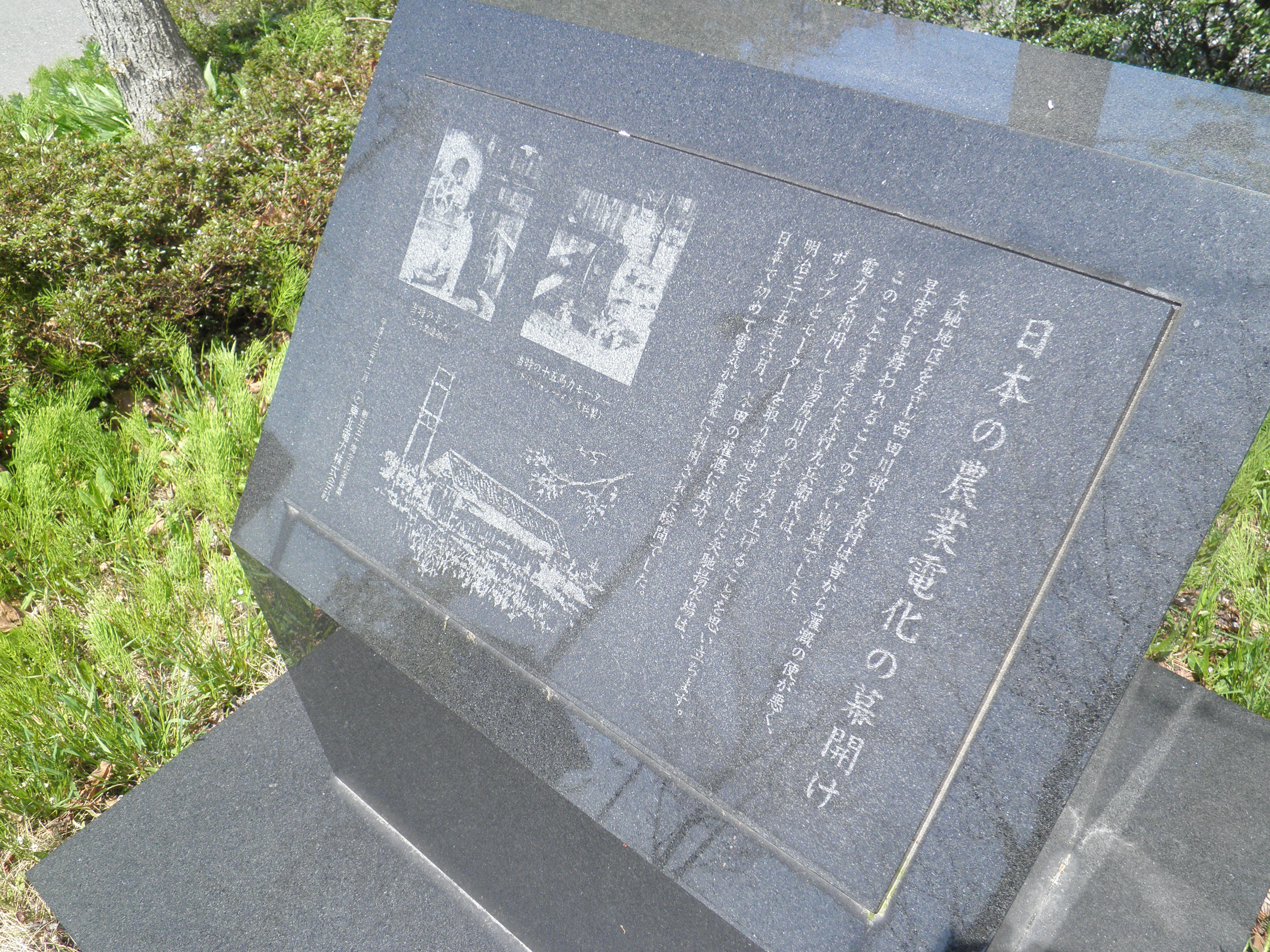
平成15年12月、農事電化50周年記念に山形県と東北電力から寄贈された、農業電化発祥の記念碑

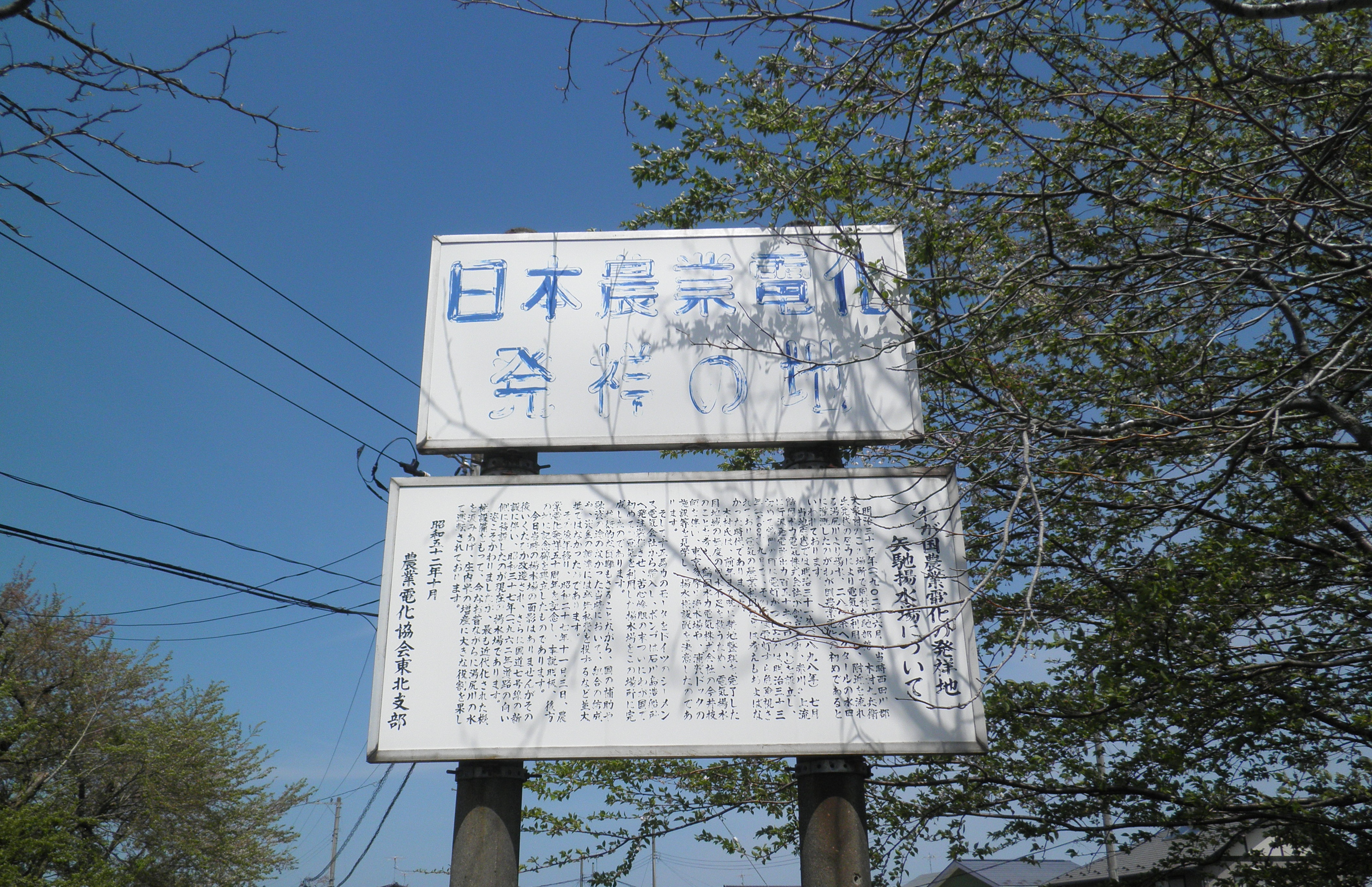
昭和52年10月、農業電化協会から寄贈された、農業電化発祥の記念碑

明治30年代の米作りでは、農家が水不足に悩まされていた。乾田農法が流行り出し、耕地整理や開田が進み、同時に農業用水の需要は増大する一方。田植え前後の需要期や、渇水期には各派川の末端で水不足をきたし、各地で水争いが絶えなかった。
そこで、矢馳耕地整理組合を組織して耕地整理事業に取り組んでいた九兵衛は、電力を利用した灌漑に着目、「電力揚水機」の設置を発案した。その後、設計を担当した鶴岡水力電気株式会社の今井技師と東京多摩川浄水場の上水設備や横須賀海軍施設ドックの排水設備を視察。地主らにはかって明治35年（1902年）に矢馳揚水機組合を組織し、地区を流れる湯尻川に揚水機場を設置した。
この揚水機は、九兵衛がドイツから輸入したジーメンス・ウント・ハルスケ社（現シーメンス社）製の15馬力三相交流誘電の電動機と、石川島造船所（IHI）製の容量1分40石余のセントルフューガル・ポンプを組み合わせたもので、設備費は総額2499円28銭。これには大泉地区、青龍寺川、八沢川各水利組合の補助を受け、木村家も100円を寄付。鶴岡市史によると、残りの474円57銭は他の地主が負担したという。
当時は、鶴岡水力電気会社（のちに東北電力へ統合）が創設されたばかりで大泉地区にはまだ電灯がなかったため、揚水機が設置されたのを機会に木村家のほか、村役場、小学校に点灯された。
矢馳揚水機組合と鶴岡水力電気との電気利用契約は、昼間が5月～8月までの4カ月、夜間が5月27日から7月26日までの2ヵ月で、電力使用量は10時間単位で1円70銭であったが、これは組合代表の九兵衛が鶴岡水力電気の有力株主であったことから便宜を図った金額であったという。一方、電気会社にとっても、オフピーク時である、とくに昼間の市場開発としての意味は大きかった。
電力揚水機の設置によって107ヘクタールの水田を潤した。これが日本最初の農業電化といわれ、昭和10年（1935年）2月矢馳揚水機組合は、「農事電化功労者」として農事電化協会の表彰を受けた。また、平成15年（2003年）12月、農事電化50周年記念に山形県、東北電力の協力で、揚水機場の設置場所に農業電化発祥の記念碑を建て、九兵衛の功績をたたえると同時に、後世にその偉業を伝えている。